# Песоченский стан
Песоченский стан располагался в центральной части Коломенского уезда (по доекатерининскому административно-территориальному делению). Волость лежала по обоим берегам р. Тры (Отры, правый приток р. Москвы). Впервые упоминается в духовной Ивана Калиты (1336). Центр - с. Никитское на р. Песоченке. Просуществовал до губернской реформы Екатерины II (1781).

## Погосты
На территории стана располагались два погоста:
- погост Сорокоротня, на вражке, с церковью Успения Пречистые Богородицы
- на речке Олешенке с церковью Троицы Живоначальной

## Поселения
На территории Песоченского стана располагались следующие населённые пункты (ныне в составе Раменского района Московской области):
- Акатово
- Аргуново
- Беспятово
- Бисерово
- Бритово
- Бронницы
- Булгаково
- Вертячево
- Верхнее Велино
- Вохринка
- Голочелово
- Заворово
- Кривцы
- Куземкино
- Макаровка
- Марчуги
- Мещерино
- Морозово
- Муромцево
- Нижнее Велино
- Петровское
- Рыболово
- Сапроново
- Тимонино
- Ульянино
- Чиркино
- Юрасово
- Юсупово